# Тоскаїнський сільський округ
Тоскаї́нський сільський округ (каз. Төсқайың ауылдық округі, рос. Тоскаинский сельский округ) — адміністративна одиниця у складі Маркакольського району Східноказахстанської області Казахстану. Адміністративний центр — село Тоскаїн.
Населення — 829 осіб (2021; 1171 у 2009, 1999 у 1999, 2408 у 1989).
Станом на 1989 рік існувала Бобровська сільська рада (села Бобровка, Верхня Єловка, Владимировка, Нижня Єловка, Орловка, Сорвьонок, Урунхайка). Село Верхня Єловка було ліквідовано 2007 року, село Карагайлибулак — 2014 року.

## Склад
До складу округу входять такі населені пункти:
| Населений пункт        | Старі назви  | Населення, осіб (1989) | Населення, осіб (1999) | Населення, осіб (2009) | Населення, осіб (2021) |
| ---------------------- | ------------ | ---------------------- | ---------------------- | ---------------------- | ---------------------- |
| Баликтибулак, село     | Владимировка | 205                    | 117                    | 109                    | 49                     |
| Бугумуюз, село         | Сорвьонок    | 263                    | 259                    | 112                    | 73                     |
| Верхня Єловка, село    | -            | 4                      | 15                     | -                      | -                      |
| Тоскаїн, село          | Бобровка     | 1114                   | 836                    | 430                    | 366                    |
| Урунхайка, село        | -            | 369                    | 439                    | 359                    | 272                    |
| --Карагайлибулак, село | Нижня Єловка | 63                     | 61                     | 35                     | 1                      |
| Шаганатти, село        | Орловка      | 390                    | 272                    | 126                    | 68                     |